# Teracotona submacula
Teracotona submacula là một loài bướm đêm thuộc phân họ Arctiinae, họ Erebidae.